# Carex scaposa
Carex scaposa är en halvgräsart som beskrevs av Charles Baron Clarke. Carex scaposa ingår i släktet starrar, och familjen halvgräs.

## Underarter
Arten delas in i följande underarter:
- C. s. dolichostachya
- C. s. hirsuta
- C. s. scaposa